# Kalanchoe campanulata
Kalanchoe campanulata ist eine Pflanzenart der Gattung Kalanchoe in der Familie der Dickblattgewächse (Crassulaceae).

## Beschreibung

### Vegetative Merkmale
Kalanchoe campanulata ist eine ausdauernde, epiphytische, kahle Pflanze, die Wuchshöhen von bis zu 100 Zentimeter erreicht. Ihre aufrechten Triebe sind einfach. Die dicken, fleischigen Laubblätter sind in der Regel sitzend und besitzen nur manchmal einen breiten Blattstiel. Die weiß bereifte, etwas gefleckte, linealisch-längliche, längliche bis eiförmige Blattspreite ist 8 bis 10 Zentimeter lang und 2 bis 3,5 Zentimeter breit. Ihre Spitze ist keilförmig, die Basis stängelumfassend. Der Blattrand ist regelmäßig gekerbt.

### Generative Merkmale
Der Blütenstand besteht aus dichten Ebensträußen. Er erreichte eine Länge von 5 bis 8 Zentimeter und trägt zahlreiche Brutknospen. Die hängenden Blüten stehen an 10 bis 12 Millimeter langen Blütenstielen. Die Kelchröhre ist 2 bis 3,5 Millimeter lang. Die leicht dreieckigen bis eiförmigen, zugespitzten Kelchzipfel weisen eine Länge von 4 bis 6 Millimeter auf und sind 3,6 bis 4,9 Millimeter breit. Die urnenförmige bis glockenförmige Blütenkrone ist rot bis orangerot und innen mit einigen drüsigen Haaren besetzt. Die Kronröhre ist 10 bis 13 Millimeter lang. Ihre eiförmigen Kronzipfel weisen eine Länge von 5 bis 7 Millimeter auf und sind 6 bis 8 Millimeter breit. Die Staubblätter sind unterhalb der Mitte der Kronröhre angeheftet und ragen nicht aus der Blüte heraus. Die eiförmigen Staubbeutel sind etwa 1,5 Millimeter lang. Die rechteckigen bis verkehrt eiförmigen Nektarschüppchen weisen eine Länge von 1 bis 1,8 Millimeter auf und sind etwa 1 Millimeter breit. Das Fruchtblatt weist eine Länge von 7 bis 9 Millimeter auf. Der Griffel ist 7 bis 9 Millimeter lang.
Die Samen erreichen eine Länge von etwa 0,8 Millimeter.

## Systematik und Verbreitung
Kalanchoe campanulata ist auf Madagaskar in Wäldern, an Waldrändern und in Buschland auf Felsen verbreitet.
Die Erstbeschreibung als Kitchingia campanulata durch John Gilbert Baker wurde 1881 veröffentlicht. Henri Ernest Baillon stellte die Art 1885 in die Gattung Kalanchoe.

## Nachweise